# Got the Beat
Got the Beat (hangul: 갓더비트, stylizowane na GOT the beat) – południowokoreańska supergrupa utworzona przez SM Entertainment w 2022 roku. Jest to pierwszy sub-unit grupy Girls On Top, składa się z siedmiu członkiń: solistki BoA, Taeyeon i Hyoyeon z Girls’ Generation, Seulgi i Wendy z Red Velvet oraz Kariny i Winter z Aespa.

## Historia

### Przed debiutem
Wszystkie członkinie Got the Beat są częścią składu artystów nagrywających SM Entertainment. BoA jest aktywna od 13 roku życia, kiedy zadebiutowała jako solistka w 2000 roku. Taeyeon i Hyoyeon zadebiutowały w Girls’ Generation w 2007 roku oraz jako członkinie drugiego sub-untiu Girls’ Generation Oh! GG w 2018 roku. Taeyeon jest także członkinią pierwszego sub-unitu Girls’ Generation – TTS od 2012 roku. Taeyeon i Hyoyeon są solistkami odpowiednio od 2015 i 2016 roku. Seulgi i Wendy zadebiutowały w Red Velvet w 2014 roku. Seulgi jest członkinią sub-unitu Red Velvet, Red Velvet – Irene & Seulgi, od 2020 roku, natomiast Wendy i Seulgi zadebiutowały jako solistki odpowiednio w 2021 i 2022 roku. Karina i Winter zadebiutowały jw Aespa w 2020 roku. 
SM Entertainment ogłosiło utworzenie grupy projektowej Girls On Top, a jej pierwszy sub-unit, Got the Beat, 27 grudnia 2021, w której Got the Beat skupia się na intensywnych tanecznych piosenkach i występach.

### 2021–teraz: Powstawanie, debiut z „Step Back”, iStamp On It
28 grudnia 2021 ogłoszono, że debiutancki singiel grupy „Step Back” ukaże się 3 stycznia 2022. Piosenka zadebiutowała na 4. miejscu na liście Gaon Digital Chart i na 5. miejscu na liście Billboard World Digital Songs Chart.  1 stycznia grupa zaprezentowała swój pierwszy występ „Step Back” na SM Town Live 2022: SMCU Express w Kwangya. Miesiąc później zadebiutowała w programie muzycznym M Countdown. 30 stycznia Got the Beat zdobyły swoją pierwszą nagrodę w programie muzycznym w Inkigayo.
29 grudnia 2022 ogłoszono, że pierwszy minialbum Got the Beat, Stamp on It, zostanie wydany 16 stycznia 2023 roku.

## Członkinie
| Pseudonim   | Pseudonim | Prawdziwe imię | Prawdziwe imię | Data urodzenia   | Pozycje             | Grupa             |
| Latynizacja | Hangul    | Latynizacja    | Hangul         | Data urodzenia   | Pozycje             | Grupa             |
| ----------- | --------- | -------------- | -------------- | ---------------- | ------------------- | ----------------- |
| BoA         | 보아      | Kwon Boah      | 권보아         | 5 listopada 1986 | wokalistka          | –                 |
| Taeyeon     | 태연      | Kim Taeyeon    | 김태연         | 9 marca 1989     | liderka, wokalistka | Girls’ Generation |
| Hyoyeon     | 효연      | Kim Hyoyeon    | 김효연         | 22 września 1989 | wokalistka, raperka | Girls’ Generation |
| Seulgi      | 슬기      | Kang Seulgi    | 강슬기         | 10 lutego 1994   | wokalistka          | Red Velvet        |
| Wendy       | 웬디      | Shon Seungwan  | 손승완         | 21 lutego 1994   | wokalistka          | Red Velvet        |
| Karina      | 카리나    | Yu Jimin       | 유지민         | 11 kwietnia 2000 | wokalistka, raperka | Aespa             |
| Winter      | 윈터      | Kim Minjeong   | 김민정         | 1 stycznia 2001  | wokalistka, maknae  | Aespa             |

## Dyskografia

### Minialbumy
| Rok  | Dane dot. albumu | Najwyższe pozycje | Najwyższe pozycje | Sprzedaż                     |
| Rok  | Dane dot. albumu | KOR               | JPN               | Sprzedaż                     |
| ---- | --- | ----------------- | ----------------- | ---------------------------- |
| 2023 | Stamp on It - Wydany: 16 stycznia 2023 - Wytwórnia: SM Entertainment - Formaty: CD, digital download, streaming, karta mikroprocesorowa | 3                 | 27                | - KOR: 164 433+ - JPN: 2583+ |

### Single
| Rok  | Tytuł         | Najwyższe pozycje | Najwyższe pozycje | Najwyższe pozycje | Najwyższe pozycje | Najwyższe pozycje | Najwyższe pozycje | Najwyższe pozycje | Najwyższe pozycje | Album       |
| Rok  | Tytuł         | KOR Circle        | KOR Hot           | JPN Hot           | NZ Hot            | SGP               | US World          | VIE Hot           | WW                | Album       |
| ---- | ------------- | ----------------- | ----------------- | ----------------- | ----------------- | ----------------- | ----------------- | ----------------- | ----------------- | ----------- |
| 2022 | „Step Back”   | 4                 | 6                 | 69                | 19                | 19                | 5                 | 19                | 116               | –           |
| 2023 | „Stamp on it” | 80                | –                 | –                 | –                 | –                 | –                 | –                 | –                 | Stamp on It |

## Filmografia

### Teledyski
| Rok  | Tytuł         | Reżyser(zy) | Przypisy |
| ---- | ------------- | ----------- | -------- |
| 2023 | „Stamp on it” | Swisher     | [ 24 ]   |

## Nagrody i nominacje
| Rok  | Ceremonia wręczenia nagród | Kategoria                                           | Nominowany / Praca | Wynik     | Przypisy |
| ---- | -------------------------- | --------------------------------------------------- | ------------------ | --------- | -------- |
| 2023 | Circle Chart Music Awards  | Artist of the Year – Global Digital Music (January) | „Step Back”        | Nominacja | [ 25 ]   |
| 2023 | Golden Disc Awards         | Digital Bonsang                                     | „Step Back”        | Nominacja | [ 26 ]   |
| 2023 | Seoul Music Awards         | Bonsang Award                                       | Got the Beat       | Wygrana   | [ 27 ]   |
| 2023 | Seoul Music Awards         | Daesang Award                                       | Got the Beat       | Nominacja | [ 27 ]   |
| 2023 | Seoul Music Awards         | K-Wave Popularity Award                             | Got the Beat       | Nominacja | [ 28 ]   |
| 2023 | Seoul Music Awards         | Popularity Award                                    | Got the Beat       | Nominacja | [ 28 ]   |